# Weinschenck
Weinschenck ist ein deutscher Familienname.

## Herkunft und Bedeutung
Weinschenck ist ein Berufsname und bezieht sich auf den Weinschenk.

## Varianten
- Wein, Weinbauer, Weinbörner, Weinbrenner, Weingartner, Weingärtner, Weinmann, Weinmeister, Weinmeyer, Weinschenk

## Namensträger
- Fedor Weinschenck (1916–1942), polnischer Skisportler
- Günther Weinschenck (1926–2018), Agrarökonom
- Paul Weinschenck (1858–1950), preußischer Generalleutnant